# Partizak
Partizak – wieś w Armenii, w prowincji Aragacotn. W 2011 roku liczyła 323 mieszkańców.